# Asclerocheilus shanonae
Asclerocheilus shanonae är en ringmaskart som beskrevs av Eibye-Jacobsen 2002. Asclerocheilus shanonae ingår i släktet Asclerocheilus och familjen Scalibregmatidae. Inga underarter finns listade i Catalogue of Life.